# Christoph Eigenmann
Christoph Eigenmann (Wattwil, 22 maggio 1979) è un ex fondista svizzero.

## Biografia
In Coppa del Mondo ha esordito il 3 marzo 2000 a Lahti (32°) e ha ottenuto il primo podio il 15 marzo 2006 a Changchun (2°).
In carriera ha preso parte a tre edizioni dei Giochi olimpici invernali, Salt Lake City 2002 (18° nella sprint), Torino 2006 (30° nella sprint, 15° nella sprint a squadre) e Vancouver 2010 (34° nella sprint), e a cinque dei Campionati mondiali (12° nella sprint a squadre a Sapporo 2007 il miglior risultato).

## Palmarès

### Coppa del Mondo
- Miglior piazzamento in classifica generale: 27º nel 2006
- 1 podio (individuale[1]):
  - 1 secondo posto

#### Coppa del Mondo - competizioni intermedie
- 1 podio di tappa:
  - 1 vittoria

##### Coppa del Mondo - vittorie di tappa
| Data             | Località          | Nazione  | Competizione | Disciplina |
| ---------------- | ----------------- | -------- | ------------ | ---------- |
| 31 dicembre 2006 | Monaco di Baviera | Germania | Tour de Ski  | SP TL      |

Legenda:

TL = tecnica libera

SP = sprint